# 1025

## Události
- v Arrasu církevní soudní proces pod vedením biskupa Gérarda z Cambrai proti skupině kacířů

## Narození
- ? – Rudolf Švábský, vzdorocísař Svaté říše římské († 15. října 1080)
- ? – Alžběta Kyjevská, norská královna, manželka Haralda III. († 1067)
- ? – Anežka z Poitou, manželka římského císaře Jindřicha III. († 14. prosinec 1077)
- ? – Tora Torbergsdatter, manželka norského krále Haralda III. († neznámé)

## Úmrtí
- 17. června – Boleslav Chrabrý, polský kníže a král (* 966/967)

## Hlavy států
- České knížectví – Oldřich
- Svatá říše římská – Konrád II.
  - Lotrinské vévodství – Fridrich II. Barský / Gotzelo I. Dolnolotrinský
  - Rakouské markrabství – Adalbert Babenberský
- Papež – Jan XIX.
- Galicijské království – Alfons II.
- Leonské království – Alfons V. Vznešený
- Navarrské království – Sancho III. Veliký
- Barcelonské hrabství – Berenguer Ramon I. Křivý
- Hrabství toulouské – Guillaume III.
- Burgundské království – Rudolf III.
- Francouzské království – Robert II. Pobožný
- Anglické království – Knut Veliký
- Dánské království – Knut Veliký
- Norské království – Olaf II. Svatý
- Švédské království – Jakob Anund
- Polské království – Boleslav I. Chrabrý – Měšek II. Lambert
- Uherské království – Štěpán I. Svatý
- Byzantská říše – Basileios II. Bulgaroktonos – Konstantin VIII.
- Kyjevská Rus – Jaroslav Moudrý